# Bosnia ed Erzegovina ai Giochi della XXVIII Olimpiade
La Bosnia ed Erzegovina partecipò ai Giochi della XXVIII Olimpiade, svoltisi ad Atene, Grecia, dal 13 al 29 agosto 2004, con una delegazione di nove atleti impegnati in otto discipline.

## Delegazione
| Sport            | Uomini | Donne | Totale |
| ---------------- | ------ | ----- | ------ |
| Atletica leggera | 1      | 1     | 2      |
| Canoa/kayak      | 1      | -     | 1      |
| Judo             | 1      | -     | 1      |
| Taekwondo        | 1      | -     | 1      |
| Nuoto            | 1      | -     | 1      |
| Tennis           | -      | 1     | 1      |
| Tennistavolo     | 1      | -     | 1      |
| Tiro             | 1      | -     | 1      |
| Totale           | 7      | 2     | 9      |

## Risultati

### Atletica leggera
| Q | Qualificato al turno successivo per la Classifica in qualificazione                                                          |
| q | Qualificato per il turno successivo per ripescaggio o, negli eventi su campo, conquistando la misura minima per qualificarsi |

Maschile
Eventi su pista e strada
| Atleta           | Evento      | Batteria  | Batteria   | Semifinale      | Semifinale      | Finale          | Finale          |
| Atleta           | Evento      | Risultato | Classifica | Risultato       | Classifica      | Risultato       | Classifica      |
| ---------------- | ----------- | --------- | ---------- | --------------- | --------------- | --------------- | --------------- |
| Jasmin Salihović | 800 m piani | 1'49"59   | 7º         | non qualificato | non qualificato | non qualificato | non qualificato |

Femminile
Eventi su pista e strada
| Atleta         | Evento       | Batteria  | Batteria   | Semifinale      | Semifinale      | Finale          | Finale          |
| Atleta         | Evento       | Risultato | Classifica | Risultato       | Classifica      | Risultato       | Classifica      |
| -------------- | ------------ | --------- | ---------- | --------------- | --------------- | --------------- | --------------- |
| Jasminka Guber | 1500 m piani | 4'17"75   | 11ª        | non qualificata | non qualificata | non qualificata | non qualificata |

### Canoa/kayak
Slalom
| Atleta          | Evento    | Qualificazioni | Qualificazioni | Qualificazioni | Qualificazioni | Qualificazioni | Qualificazioni | Semifinale      | Semifinale      | Finale          | Finale          | Finale          | Finale          |
| Atleta          | Evento    | Discesa 1      | Pos.           | Discesa 2      | Pos.           | Totale         | Pos.           | Tempo           | Pos.            | Tempo           | Pos.            | Totale          | Pos.            |
| --------------- | --------- | -------------- | -------------- | -------------- | -------------- | -------------- | -------------- | --------------- | --------------- | --------------- | --------------- | --------------- | --------------- |
| Emir Šarganović | Slalom K1 | 111.26         | 23º            | 105.04         | 23º            | 216.30         | 23º            | non qualificato | non qualificato | non qualificato | non qualificato | non qualificato | non qualificato |

### Judo
Maschile
| Atleta     | Evento  | Preliminari             | 16-esimi             | Ottavi               | Quarti               | Semifinali           | Ripescaggio          | Finale               | Pos.            |
| Atleta     | Evento  | Avversario Punteggio    | Avversario Punteggio | Avversario Punteggio | Avversario Punteggio | Avversario Punteggio | Avversario Punteggio | Avversario Punteggio | Pos.            |
| ---------- | ------- | ----------------------- | -------------------- | -------------------- | -------------------- | -------------------- | -------------------- | -------------------- | --------------- |
| Amel Mekić | -100 kg | Inoue (JPN) P 0000–1010 | non qualificato      | non qualificato      | non qualificato      | non qualificato      | non qualificato      | non qualificato      | non qualificato |

### Nuoto
Maschile
| Atleta       | Evento             | Batteria  | Batteria   | Semifinale      | Semifinale      | Finale          | Finale          |
| Atleta       | Evento             | Risultato | Classifica | Risultato       | Classifica      | Risultato       | Classifica      |
| ------------ | ------------------ | --------- | ---------- | --------------- | --------------- | --------------- | --------------- |
| Željko Panić | 100 m stile libero | 52"75     | 55º        | non qualificato | non qualificato | non qualificato | non qualificato |

### Taekwondo
Maschile
| Atleta       | Evento | Ottavi               | Quarti               | Semifinali           | Ripescaggio 1        | Ripescaggio 2        | Finale / FB          | Pos.            |
| Atleta       | Evento | Avversario Punteggio | Avversario Punteggio | Avversario Punteggio | Avversario Punteggio | Avversario Punteggio | Avversario Punteggio | Pos.            |
| ------------ | ------ | -------------------- | -------------------- | -------------------- | -------------------- | -------------------- | -------------------- | --------------- |
| Zoran Prerad | +80 kg | García (ESP) P 2–13  | non qualificato      | non qualificato      | non qualificato      | non qualificato      | non qualificato      | non qualificato |

### Tennis
Femminile
| Atleta               | Evento    | Trentaduesimi            | Sedicesimi           | Ottavi di finale     | Quarti di finale     | Semifinali           | Finale / FB          | Finale / FB     |
| Atleta               | Evento    | Avversaria Risultato     | Avversaria Risultato | Avversaria Risultato | Avversaria Risultato | Avversaria Risultato | Avversaria Risultato | Pos.            |
| -------------------- | --------- | ------------------------ | -------------------- | -------------------- | -------------------- | -------------------- | -------------------- | --------------- |
| Mervana Jugić-Salkić | Singolare | Camerin (ITA) P 3–6, 4–6 | non qualificata      | non qualificata      | non qualificata      | non qualificata      | non qualificata      | non qualificata |

### Tennistavolo
Maschile
| Atleta          | Evento           | 1º turno             | 2º turno             | 3º turno             | 4º turno             | Quarti di finale     | Semifinali           | Finale / FB          | Finale / FB     |
| Atleta          | Evento           | Avversario Risultato | Avversario Risultato | Avversario Risultato | Avversario Risultato | Avversario Risultato | Avversario Risultato | Avversario Risultato | Pos.            |
| --------------- | ---------------- | -------------------- | -------------------- | -------------------- | -------------------- | -------------------- | -------------------- | -------------------- | --------------- |
| Srđan Miličević | Singolo maschile | Lavale (AUS) V 4–2   | Primorac (CRO) P 1–4 | non qualificato      | non qualificato      | non qualificato      | non qualificato      | non qualificato      | non qualificato |

### Tiro a segno/volo
Maschile
| Atleta         | Evento                       | Qualificazioni | Qualificazioni | Finale          | Finale          |
| Atleta         | Evento                       | Punti          | Classifica     | Punti           | Classifica      |
| -------------- | ---------------------------- | -------------- | -------------- | --------------- | --------------- |
| Nedžad Fazlija | Carabina 10 m aria compressa | 587            | =35º           | non qualificato | non qualificato |
| Nedžad Fazlija | Carabina 50 m a terra        | 584            | 44º            | non qualificato | non qualificato |
| Nedžad Fazlija | Carabina 50 m 3 posizioni    | 1144           | =33º           | non qualificato | non qualificato |